# 凱瑟琳·庫克·布里格斯
凯瑟琳·库克·布里格斯（Katharine Cook Briggs，1875年1月3日—1968年7月10日）是一位美国作家，她与女儿伊莎贝尔·布里格斯·迈尔斯 （Isabel Briggs Myers） 共同创建了一种广受欢迎的人格类型系统，称为迈尔斯-布里格斯类型指标 （MBTI）。